# Sight Unseen
Sight Unseen est une pièce de théâtre américaine écrite par Donald Margulies en 1991.

## Interprétations
Aux États-Unis, elle a été jouée avec succès en 1992 avec, entre autres, Laura Linney (qui obtint un Theatre World Award) et Dennis Boutsikaris (qui obtint un Obie Award et une nomination au Drama Desk Award). En 2004, la pièce fut rejouée avec - toujours - Laura Linney mais dans un autre rôle que celui qu'elle avait tenu huit ans auparavant.